# Hessel Gerritsz
Hessel Gerritsz (c. 1581, em Assum, Holanda –  4 de setembro de 1632, em Amsterdam) foi um cartógrafo que já foi considerado o "principal cartógrafo holandês do Séc. XVII”.

## Início
Começou a trabalhar em Alkmaar como aprendiz de Willem Jansz Blaeu, dez anos mais velho. Gerritsz transferiu-se para Amesterdão, com Blaeu, onde se casou depois com Geertje Gijsberts de Alkmaar em 1607. Tiveram oito filhos. Geertje morreria antes de 1624, quando Hessel casou de novo. Em 1610 tinha já uma tipografia própria. Muitas das suas gravuras e mapas estão inseridas nos atlas of Blaeu, Janssonius, e outros.

## Tipógrafo independente

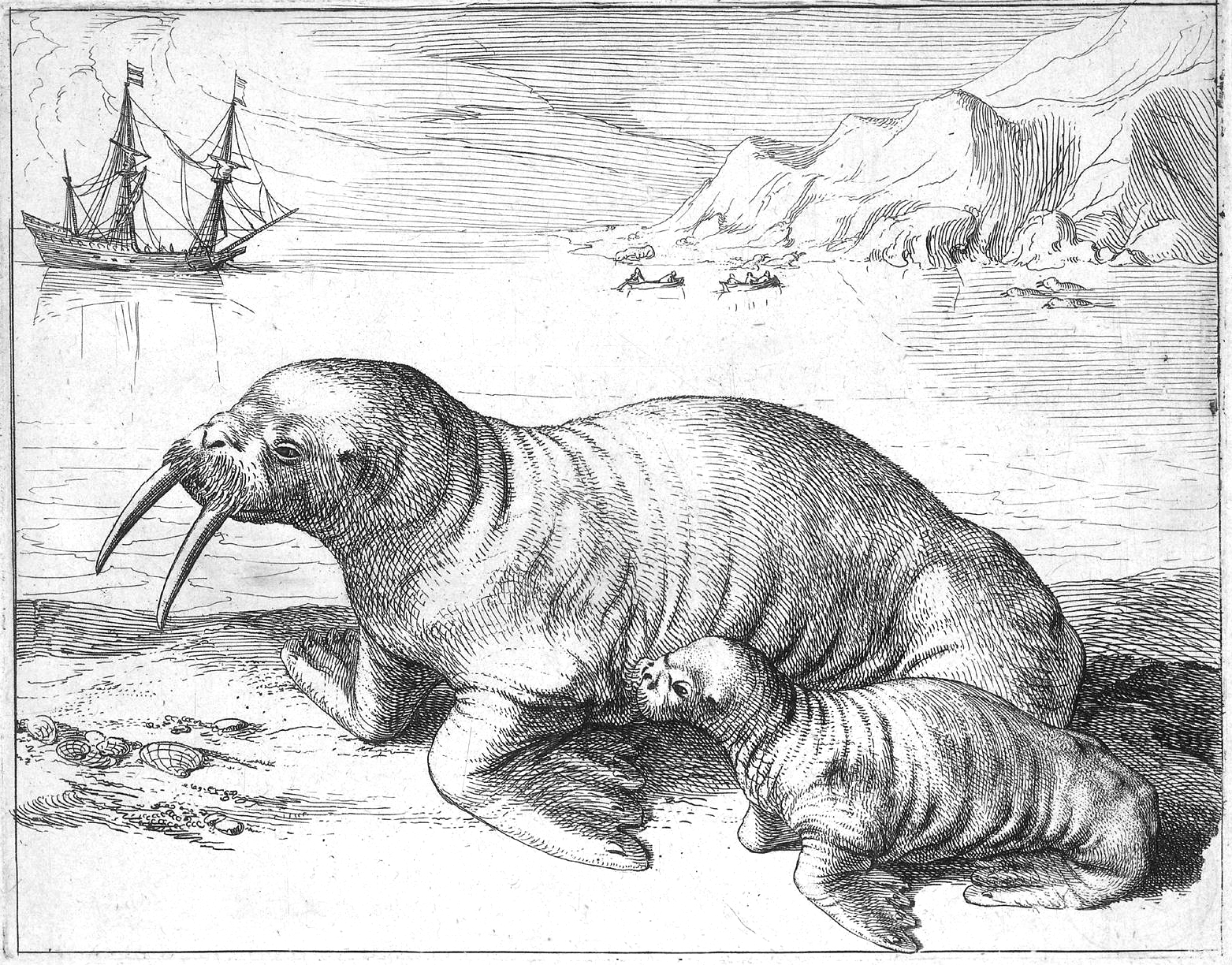
Foca e cria, em Histoire du pays nomme Spitsberghe

Gerritsz fez um mapa mundo em 1612 que incluía as descobertas de Pedro Fernandes de Queirós e especificamente referia “Australia del Espiritu Santo”, hoje Vanuatu, mas durante muito tempo tomada como parte da “terra do Sul”. 

## Cartógrafo oficial da VOC
A sua fama como cartógrafo cresceu rapidamente, de forma que em 16 de Outubro de 1617 foi nomeado como primeiro cartógafo da companhia das índias ocidentais (VOC), e por recomendação de Petrus Plancius, foi nomeado cientista chefe da VOC.

## Mapa da Austrália

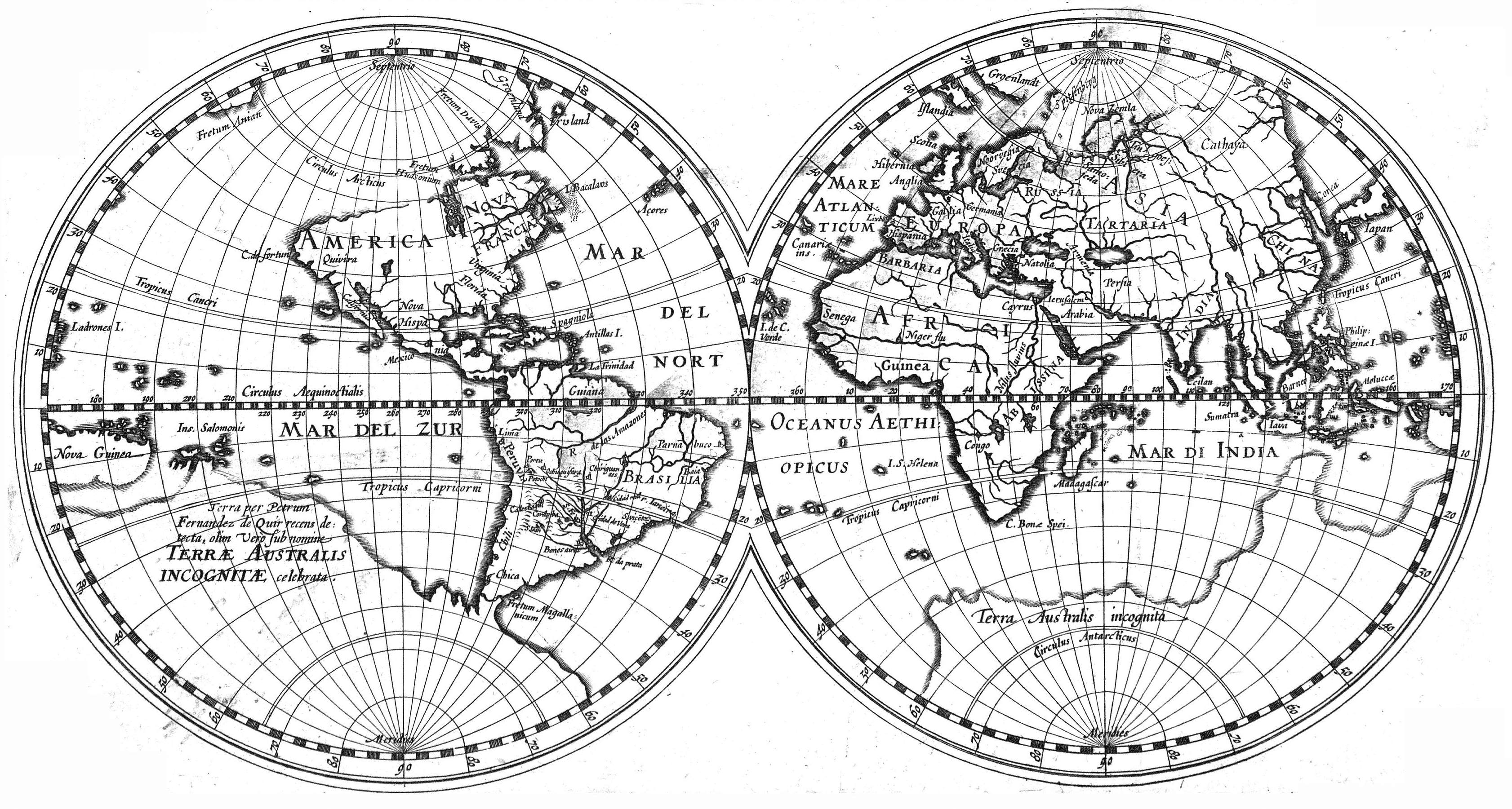
Hessel Gerritsz - Mapa mundo de 1612 incluindo a descoberta de "La Austrialia del Espiritu Santo", por Pedro Fernandes de Queirós.

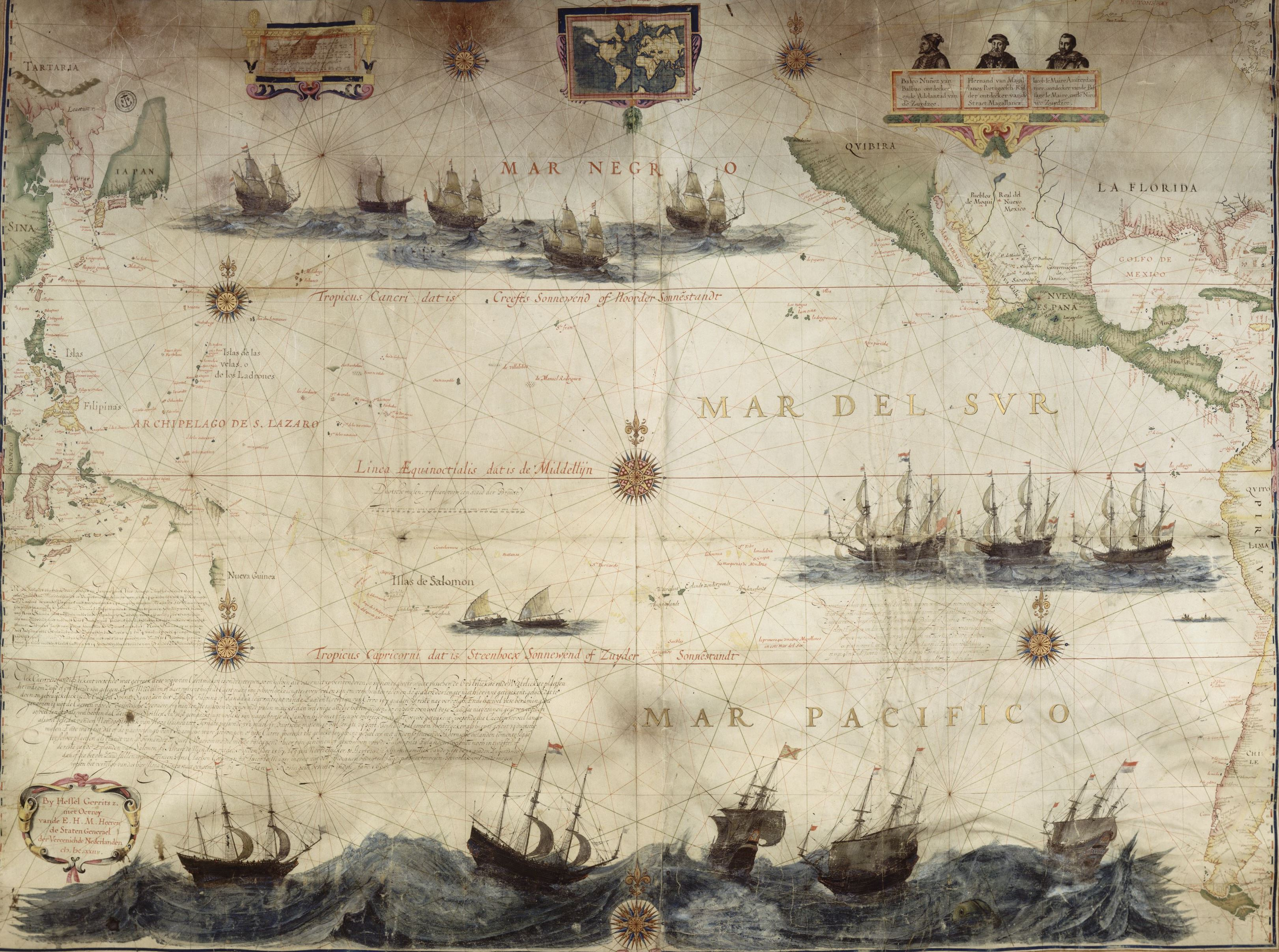
Hessel Gerritsz, Mapa do Pacifico, 1622

Hessel Gerritsz publicou em Amsterdam em 1612 uma tradução holandesa da oitava Memória de Queirós, cuja página inicial inclui as palavras, "'t Land ghenaemt Australia Incognita." Acredita-se ser esta a primeira vez que o nome Australia foi impresso fora de Espanha. A publicação de 1612 inclui a descrição da Sibéria (Samoyeden Landt) de Isaac Massa, a sua descrição breve das estradas de Muscóvia e a memória de Queirós. Incluía três mapas, um dos quais era um mapa mundo de Gerritsz, no qual o Estreito de Torres é claramente mostrado.
Em 1618 Gerritsz produziu uma carta com as ilhas Indonésias, muito melhor desenhadas do que em qualquer tentativa anterior, e pela primeira vez, a costa noroeste da Austrália. Em 1622 juntou muitos dos mapas num livro da VOC, um deles incluía o mapa do Pacífico de 1622, provavelmente o "Mapa do Grande Mar do Sul" que Abel Tasman consultou durante a sua viagem à volta da Austrália e da Nova Zelândia em 1642. Em 1627 Gerritsz fez um mapa Caert van't Landt van d'Eendracht, inteiramente dedicado às descobertas da costa ocidental australiana. Australia é aí chamada “Eendrachtsland”, um nome dado por Dirk Hartog depois da sua estadia em 1616.

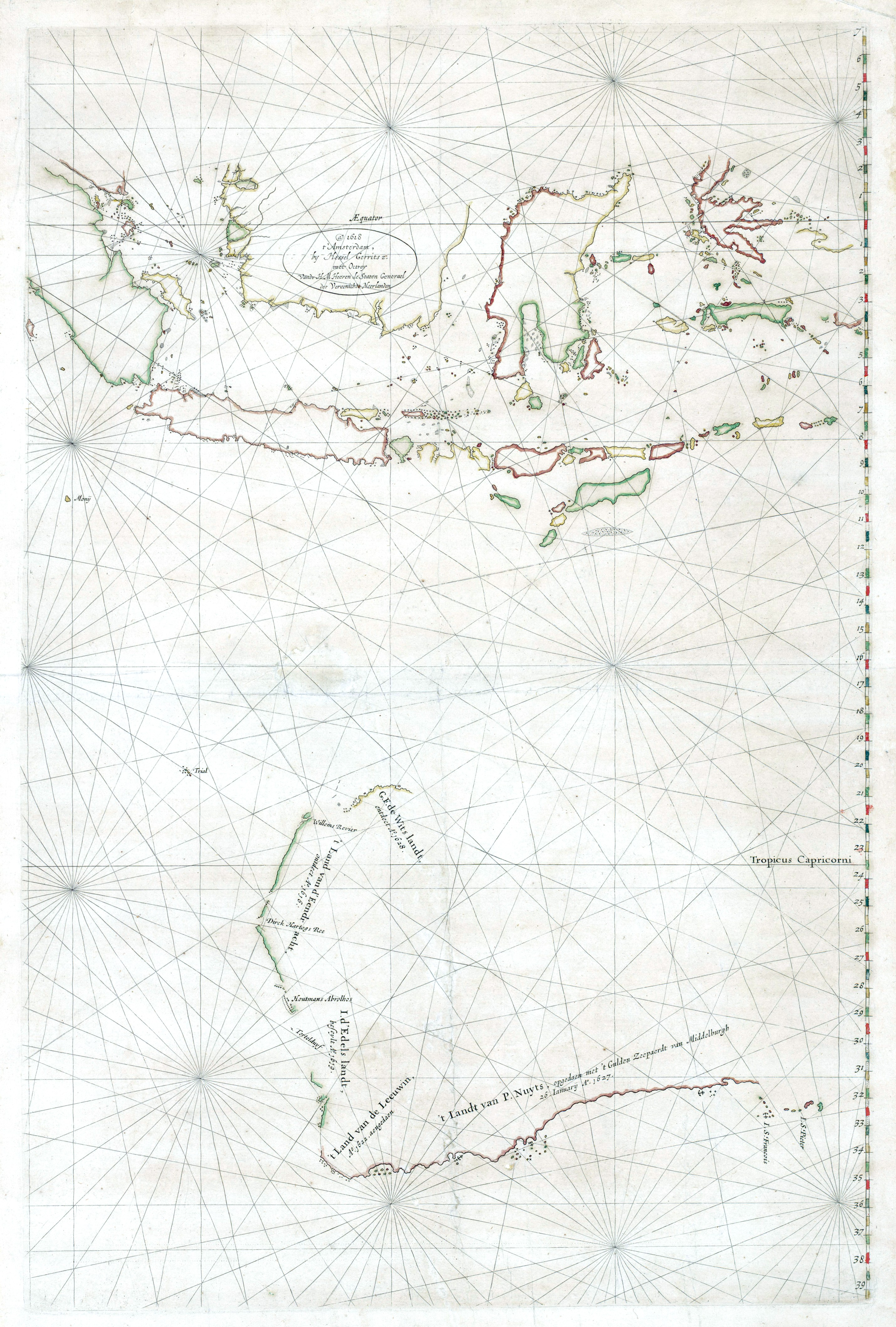
Arquipélago malaio e Austrália por Hessel Gerritsz

## Últimos anos
O interesse de Gerritsz pelo Novo Mundo era tão extenso que, ao contrário do que era habitual aos restantes cartógrafos holandeses, ele seguiu na viagem de 1628/29 ao Brasil e Caraíbas.

## Ligações Externas
- Hessel Gerritsz maps at the National Library of Australia
- VOC maps and drawings
- Hessel Gerritsz’s Map of the Pacific
- Hessel Gerritsz – father of Australia mapping
- Hessel Gerritsz (c. 1581–1632), Map of the Pacific Ocean, 1622, Bibliothèque nationale de France, Paris, département des Cartes et Plans, SH, Arch. 30